# Пінна сепарація

Флотаційна піна

Пінна сепарація — процес збагачення корисних копалин, який полягає у розділенні частинок мінералів при їх проходженні зверху вниз крізь шар рухомої піни, утвореної на поверхні аерованої рідини. Розділення мінералів при пінній сепарації засноване на відмінності в швидкостях проходження їх частинок через піну, що обумовлене головним чином неоднаковими властивостями поверхні частинок. За таким принципом найефективніше розділяються мінерали, розміри зерен яких майже на порядок перевищують розміри, оптимальні для пінної флотації.

## Історія впровадження
Доцільність подачі збагачуваного матеріалу на піну була обґрунтована професором В. А. Маліновським в 1961 р. на основі майже дворічних досліджень по збагаченню свинцево-цинкових та інших руд.
З 1961 р., коли в доповідях АН СРСР були вперше сформульовані основні положення нового методу, названого пінною сепарацією, опублікований цілий ряд численних робіт, присвячених вивченню кінетики і механізму пінної сепарації, її технологічних особливостей, а також застосуванню пінної сепарації для збагачення різного виду мінеральної сировини, конструюванню машин пінної сепарації та їх вдосконаленню.
Розвитку процесу пінної сепарації і його швидкому впровадженню в промисловість неабиякою мірою сприяли дослідно-конструкторські роботи по флотації фосфоритів Щигровського та Єгор'євського родовищ, проведені у ДІГХС, а потім в Держгорхімпроекті. Вже до 1965 р. було сконструйовано і виготовлено декілька спеціальних лабораторних і промислових машин, випробуваних в напівпромислових і промислових умовах.
До кінця 1974 р. на підприємствах хімічної промисловості, кольоровій і чорній металургії новим методом було перероблено близько 8 млн т фосфоритових, калійних, алмазовмісних, золотоносних, марганцевих, олов'яних та інших руд при покращених техніко-економічних показниках. Так, застосування пінної сепарації для збагачення окиснених цинкових руд дозволило знизити вміст цинку у відвальному продукті до 1,69 % (замість 8,5 % — при флотації) при одночасному підвищенні його виходу. Промислові випробування пінної сепарації в молібденовому циклі збагачувальної фабрики Тирниаузського комбінату показали хорошу селективність процесу — вміст сульфідного молібдену в чорновому концентраті сепарації більш, ніж в 2 рази вище, ніж вміст його в пінному продукті чорнової флотації. При цьому 6 камер машини ФПС-16 із загальним об'ємом 14,4 м3 замінили 16 камер М-6А із загальним об'ємом 44,8 м3, встановлених на секції збагачувальної фабрики.
Для збагачення нефелінового концентрату пінною сепарацією на АНОФ-2, що переробляє нефелінові руди Хібінського родовища, дозволило підвищити в ньому зміст глинозему, що забезпечило випуск кондиційного концентрату. Випробування пінної сепарації на вкраплених мідних і мідно-цинкових рудах уральських родовищ показали, що застосування пінної сепарації в голові процесу з метою виділення відвальних хвостів при загрубленні помелу дозволяє після першої стадії подрібнення виділити від 30 до 60 % відвальних хвостів і підвищити продуктивність секцій мінімум на 15-30 %, а у поєднанні з розробленим режимом селекції концентрату пінної сепарації істотно підвищити показники збагачення.
На Алмаликському гірничо-металургійному комбінаті 4-камерна машина пінної сепарації ФП6,3, яка встановлена в операції міжциклової колективної свинцево-цинкової флотації, порівнювалася з паралельно працюючою 12-камерною механічною машиною флотації ФМ 3,2. Вилучення свинцю та цинку в машині ФП відповідно на 4,11 і 7,08 % вище, ніж в еталонній. При рівних значеннях продуктивності і вилученні витрата електроенергії на 1 т вихідного живлення в машині ФП в 2 рази менше, ніж в еталонній. Об'єм і площа будівлі у разі установки ФП скорочується в 2 рази. На збагачувальній фабриці Березовської копальні при сепарації золото- та серебровмісних руд на машині ФПС-16 середні показники збагачення виявилися вищими, ніж при збагаченні флотацією — технологічне вилучення золота зросло на 2 %, якість кінцевого концентрату на 20 г/т при зниженні втрат металу з хвостами фабрики від 0,5 до 0,3 г/т. Застосування пінної сепарації при збагаченні мусковітових руд дозволило отримати концентрат із змістом близько 100 % при вилученні 95,8 %.
У 1980-90-і роки пінна сепарація отримала свій подальший розвиток. Н. В. Матвієнко розглядає пінну сепарацію, що забезпечує збільшення швидкості розділення флотації частинок на порядок і більш, в порівнянні з пінною флотацією, як метод інтенсифікації останньої. Метод пінної сепарації дає можливість значно інтенсифікувати процес флотації за рахунок збільшення її швидкості на порядок і більш. Висока швидкість розділення в машинах пінної сепарації забезпечується подачею згущеної пульпи, обробленої реагентами, на шар підготовленої піни, тобто при надлишку поверхні рідина-газ і, як наслідок, швидкій адсорбції твердих частинок в піні, а також завдяки відсутності руйнування флотокомплексів під дією динамічних сил.

## Переваги пінної сепарації
У порівнянні із звичайною пінною флотацією пінна сепарація володіє ря-дом переваг:
- – можливість вилучення з пульп грубозернистих гідрофобних частинок. Максимальна крупність флотованих при пінній сепарації зерен у 5 – 7 разів бі-льше, ніж при пінній флотації;
- – різке скорочення часу флотаційного розділення гідрофобних і гідрофільних частинок, що визначає більшу продуктивність машин пінної сепарації і дозволяє запобігти протіканню деяких небажаних реакцій в пульпі під час флотації;
- – відсутність необхідності зважування частинок в пульпі, що значно скорочує енерговитрати у порівнянні з пінною флотацією і зменшує стирання зе-рен крихких мінералів;
- – можливість вилучення гідрофобних частинок при будь-якій розрідженості пульпи (від R = 1 до R = 100 м3/т і більше).

## Сучасний стан
На поліметаличних баритовмісних і свинцево-цинкових рудах проведені випробування машини ФП-40 для флотації відповідно бариту і цинкових мінералів. Відмічено приріст вилучення корисних компонентів в готовий концентрат. Аналіз показав, що машина ФП-40 в порівнянні з ФМ 6,3 ефективніше флотує частинки мінералів крупністю мінус 74 мкм. На одній із золотовилучальних фабрик машину ФП-80 протягом тривалого часу випробовували на хвостах сорбції. Машина дозволила додатково вилучити 1,4 % золота і 1,9 % срібла від руди, при цьому з вищою швидкістю флотують тонкі частинки — вилучення срібла від операції з класу мінус 74 мкм вище, ніж на пневмомеханічних машинах ФПМ — ГМ 01.2.
Інститутом «Якутніпроалмаз» розроблена і упроваджена на збагачувальній фабриці АК «Алмази Росії — Саха» технологія і апаратура для пінної сепарації і грубозернистої флотації алмазовмісних руд. Технологія може бути використана при збагаченні руд кольорових, чорних і рідкісних металів, нерудної сировини і вугілля. Перевагами технології є висока швидкість флотації, стабільна підтримка технологічних показників, висока надійність використовуваного устаткування, розширення діапазону крупності збагачуваного матеріалу, підвищене вилучення частинок корисного компоненту.
Машини і спосіб пінної сепарації, розроблені в колишньому СРСР, запатентовані в 12 країнах, зокрема у Великій Британії, Бельгії, США, Франції, ФРН та ін. Проте, не зважаючи на очевидні переваги, пінна сепарація ще не зайняла належне місце у ряді інших методів збагачення. В першу чергу це обумовлено недостатнім врахуванням специфічних особливостей процесу і його механізму при конструюванні апаратів для його здійснення.
Розробка нових машин пінної сепарації, зокрема, машина з циліндровою камерою, (автор Іоффе В. М.) дозволяє значно підвищити вилучення корисного компоненту в концентрат. Заслуговують уваги нові розробки Злобина М. Н. (Росія) в області пінної сепарації. Зокрема, ним запатентований спосіб пінної сепарації, що дозволяє підвищити технологічні показники процесу за рахунок поліпшення умов для формування флотокомплексів з підвищеною несучою здатністю. Для цього кондиціонування вихідної сировини проводиться у присутності маслоподібних реагентів шляхом введення в пульпу піноутворювача і газу у вигляді тонкодисперсних бульбашок.
Пінна сепарація знаходить застосування при збагаченні різних корисних копалин (сильвіну, фосфориту, марганцевих і сульфідних мінералів та ін.). З урахуванням зазначених особливостей пінну сепарацію доцільно застосовувати при збагаченні крупнозернистих матеріалів, в міжцикловій флотації, при збагаченні дуже розведених або дуже густих пульп, для отримання грубих концентратів.

### Вітчизняні розробки
В Україні дослідження по застосуванню пінної сепарації для збагачення мінеральної сировини ведуться з початку 1970-х років в науково-дослідному і проектному інституті по збагаченню і агломерації руд чорних металів «Механобрчормет» (тепер ВАТ «НДПІ "Механобрчормет"»). Розроблена технологія пінної сепарації марганцевих шламів, створені апарати для кондиціонування концентрованих пульп, модернізована машина пінної сепарації ФПС-16, що дозволило підвищити якість концентрату на 3-5 % і понизити вміст марганцю в хвостах на 2 %. Розроблена машина пінної сепарації каскадного типу забезпечила збільшення вилучення марганцю в концентрат на 28-39 % проти машини ФП-16 при одночасному підвищенні масової частки марганцю на 2,5-4,0 %.
Технологія пінної сепарації упроваджена на Марганецькому і Орджонікидзевському ГЗК в 1980-і роки. Дослідження пінної сепарації сульфідних руд Житомирської області показали доцільність її використання для отримання чорнового мідно-нікелевого концентрату при вилученні міді і нікелю, відповідно до 91 і 94 %. При збагаченні фосфоритів Волинської області застосування пінної сепарації забезпечує підвищення вилучення оксиду фосфору на 5 % в порівнянні із звичайною флотацією.
За наслідками досліджень, виконаних в 2000—2003 роках, процес пінної сепарації рекомендований в розробленій для збагачення окислених залізистих кварцитів Кривбасу при комбінованій флотаційно-магнітній схемі збагачення із стадіальним вилученням концентрату. Показано, що в першій стадії пінною сепарацією можна виділити близько 30 % концентрату з масовою часткою заліза 64,5 % при його вилученні на рівні 52-53 %. Це дозволяє значно скоротити фронт подрібнення другої стадії і зменшити переподрібнення розкритих рудних мінералів.